# Trigun
Trigun (トライガン, Toraigan) é uma série de mangá de Yasuhiro Nightow, lançada em 1995 e adaptada numa série de anime em 1998. Conta a história do tufão humanóide Vash, o estouro da boiada (Brasil) , バッシュ ザ スタンピード bashu za sutanpido (Japão), ou Vash the Stampede (Estados Unidos). Vash é o pistoleiro mais temido de uma terra desértica, com uma recompensa de 60 bilhões de dólares duplos por sua cabeça, e tido como responsável pela destruição completa da Cidade de July. Entretanto Vash é um pacifista ferrenho que evita agressão ao máximo e não admite matar em hipótese alguma.
Independente de gostar de violência ou não, ela o persegue: os lugares visitados por Vash são sempre arrasados por suas intervenções bem-intencionadas ou por pessoas buscando a recompensa. Uma dupla de agentes da companhia de seguros Bernadelli — Meryl Strife e Milly Thompson — o segue tentando minimizar os estragos provocados por sua passagem.
A série é pontilhada por eventos como duelos ou tiroteios em ambientes com uma estética de western futurista.
No Brasil, foi exibida entre junho a setembro de 2006 no Cartoon Network e entre maio de 2007 a fevereiro de 2008, era exibido todas as quintas-feiras na TV aberta pelo canal PlayTV no bloco Otacraze junto com Ranma 1/2, Love Hina e Samurai Champloo.
Durante a Anime Expo de 2022, foi anunciada que a obra receberá uma nova adaptação com o nome de Trigun: Stampede, feita em colaboração entre os estúdios Toho e Orange, com lançamento no ano seguinte.

## Cenário
Em um planeta desértico, sobreviventes de um naufrágio espacial vêm desenvolvendo uma rústica sociedade, que só consegue sobreviver no ambiente seco graças a resquícios da tecnologia das naves caídas. A água tem de ser retirada de poços dos poucos veios subterrâneos disponíveis e a eletricidade é produzida por seres orgânicos que haviam sido criados com esse fim específico.
Nesse mundo onde a subsistência é difícil, muitos optam pelo crime, por isso há muitos pistoleiros, ladrões e mesmo mercadores de escravos, e como consequência há também caçadores de recompensa que os perseguem. 
As cidades são poucas e muito distantes umas das outras. As maiores têm nomes de meses (August, Mayo e Julho, que foi destruída). O transporte entre elas é feito através de estranhos animais bípedes para as curtas distâncias, ônibus e carros para as médias e grandes locomotivas que não precisam de trilhos — os navios do deserto — para as grandes.
A água é obtida através de poços artesianos, e a série mostra ao menos uma cidade em que é usada como meio de extorsão da população. As áreas cultiváveis são igualmente raras e disputadas e demandam muito esforço para produzirem. A Tecnologia Perdida é também responsável pela produção de comida, água, etc.
Tanto o mangá quanto o anime mostram que todas as cidades humanas fazem parte de um governo federativo de tipo marcial que porém tem pouca autoridade não só porque existem demasiados vilarejos em partes remotas onde o exército não tem acesso mas também por causa dos ladrões que frequentemente tem habilidades fora do comum. A Companhia de Seguros Bernardelli, onde trabalham Meryl e Milly, é mostrada como a única organização que é aceitada e que consegue chegar aos vilarejos pequenos.
Trigun conta a história de Vash The Stampede, um pistoleiro nômade que viaja de cidade em cidade e tem um passado duvidoso. Toda cidade pela qual esse homem passa é totalmente devastada, causando prejuízos imensos, sendo esta a causa de seu apelido Tufão Humanóide (Estouro da boiada na versão brasileira).
É justamente por todo esse prejuízo que a Agência de Seguros Bernadelli manda dois de suas agentes, Meryl Strife e Milly Thompson, para achar Vash e minimizar o estrago que ele sempre faz por onde passa. E as duas acabam descobrindo que Vash na verdade não é tão mau assim como conta sua lenda e que as cidades sempre são destruídas por motivos diversos, quase ao acaso. 
Vash, o personagem principal da série, esconde um segredo que aos poucos vai sendo revelado durante o anime. Sempre procura evitar um dano letal. E apesar de atirar como ninguém, ele é extremamente desastrado e as vezes faz parecer que seu golpe de mestre não passou de um golpe de sorte. Sempre leva tudo com humor e adora crianças. Pórem possui uma fama terrível, a ponto de esvaziar uma praça só dizendo seu nome.

## Personagens
- Vash, the Stampede: protagonista. Vash estava presente no naufrágio das naves que iniciou a colonização do planeta desértico. Apesar de ser uma criatura orgânica, sua origem é artificial, mesmo tendo raciocínio e sentimentos como qualquer humano. Ele é como os seres que geram a energia das usinas de força da tecnologia perdida. Apesar disso foi criado como uma criança comum, sendo tutorado por Rem, uma das tripulantes da nave. Vash foi fortemente influenciado pelas crenças pacifistas e indulgentes de Rem. Depois do naufrágio continuou seguindo sua linha de pensamento, entretanto anseia fortemente por destruir Knives. Um dos braços de Vash foi arrancado por Knives e substituído por uma prótese com uma arma embutida. Vash é um exímio atirador graças a seus reflexos não-naturais.

- Million Knives: irmão de Vash, também não é um homem comum. Mas, diferente dele, crê que a humanidade deva ser destruída. Knives encara a humanidade como uma grande decepção, uma espécie estúpida a ponto de destruir seu planeta natal e que por isso não merece espalhar-se pelo espaço. Ele foi o responsável pelo naufrágio, que teria causado a morte de toda a tripulação não fosse a intervenção de Rem.

- Meryl Strife, também chamada Derringer Merryl: é a mais racional e profissional das duas agentes mandadas pela Seguradora Bernadelli para minimizar os danos causados por Vash. Usa duas pistolas Derringer (no anime, várias).

- Milly Thompson, também chamada de Stun Gun Milly: é o coração da dupla. É muito alta e possui traços um pouco masculinos, inclusive seu apetite (em especial por pudim). É ingênua, mas às vezes aparece dando conselhos sábios. Usa uma arma de impacto que dispara enormes projéteis meramente atordoantes.

- Legato Bluesummers: serve como uma espécie de emissário de Knives, comandando os demais Gung Ho Guns. Possui poderes psíquicos de controle de mente e telecinese. Tem características de um psicopata. Acabou sendo morto por Vash no episódio 24.

- Nicolas D. Wolfwood: um ex-padre e Gung Ho Gun desistente. Após uma infância pobre, juntou-se aos Gung Ho Guns assumindo uma postura de justiceiro. Tem um caráter melhor do que o dos outros membros do grupo, mostrando-se generoso e preocupado em mais de uma situação. Ainda assim, não compartilha dos ideais de não-violência de Vash. Ajudou o protagonista em mais de um momento. Carrega uma grande cruz, com várias armas embutidas e que é, ela própria, uma metralhadora disfarçada e um lança foguetes. No mangá é revelado que ele faz parte de uma seita chamada Eye of Michael, e modificado geneticamente, o  que lhe deu capacidades regenerativas, é assassinado pelo seu mestre que foi controlado por Legato.

- Gung Ho Guns: é grupo de assassinos super-humanos que consistem em Monev the Gale, Dominique the Cyclops, EG Mine, Rai-Dei The Blade, Leonof The Puppet-Master, Gray The Ninelives, Hoppered The Gauntlet, Zazie The Beast, Midvalley The Hornfreak, Caine The Longshot (aparece apenas na versão anime), Chapel (conhecido como Chapel The Everegreen no anime), e Elendira The Crimsonnail (aparece apenas na versão manga). Todos os membros têm habilidades e equipamentos extraordinários. Seu líder é Legato Bluesummers, um capanga fanático que utiliza facas e que compartilha sua filosofia niilista e possui poderes telepáticos, enviado pessoas inocentes para atacar Vash e causar-lhe tanto sofrimento quanto possível. Legato também é o dono do braço esquerdo verdadeiro de Vash na série de anime.

- Rem Saverem: Rem a mãe adotiva, mentora e amiga de infância de Vash e lhe ensinou o valor da vida. É principalmente por causa dela que Vash é o herói que ele é e que constantemente encontra-se perguntando o que Rem faria se estivesse em sua situação. Quando isso acontece, Vash entra em um “mundo dos sonhos” tranquilo onde ele pede a ajuda de Rem.

- Gato Preto: Personagem não muito sem noção mas interessante, que aparece em situações inusitadas.

## Versão Brasileira
Trigun foi exibido no Brasil pelo canal de TV por assinatura Cartoon Network em 2006. Sua estreia gerou muita controvérsia, já que o animê, apesar de ter um ótimo tratamento, só era exibido nas madrugadas de segunda a quinta, no bloco Toonami. Foi também exibido no canal PlayTV, todas as sextas-feiras às 23:30h.
A série, distribuída pela americana Cloverway na América Latina, recebeu uma dublagem diferente do convencional. Como o estúdio normalmente contratado pela distribuidora estava indisponível por excesso de trabalho, optou-se por utilizar a Som de Vera Cruz, no Rio de Janeiro. Com um orçamento modesto, o estúdio desempenhou bem seu papel, fugindo do lugar-comum de outras dublagens. A direção de dublagem ficou por conta de Élcio Romar, marcando ao mesmo tempo cuidado e descontração. Nos papéis principais, Sylvia Salustti como Meryl, Christiano Torreão como Wolfwood, Clécio Souto como Legato e Alexandre Moreno como o protagonista Vash, num trabalho excepcional de interpretação do extremamente irreverente ao drama profundo.
No mesmo estúdio ainda foram dublados Samurai Champloo e GunGrave.

### Dubladores
- Alexandre Moreno - Vash
- Ana Lúcia Menezes - Sandie
- Christiane Monteiro - Milly
- Christiano Torreão - Wolfwood
- Clécio Souto -  Legato
- Hamilton Ricardo - Loose Ruth
- Jorgeh Ramos - Frank Marlon
- Maurício Berger - Descartes
- Oscar Henriques - Cowboy 1
- Sylvia Salustti - Meryl
- Waldi Fiori - Cowboy 2
- Locutor: Hélio Ribeiro
- Diretor de Dublagem: Élcio Romar
- Tradução: Renato Rosenberg
- Estúdio: Som de Vera Cruz

## Diferenças entre o anime e o mangá
Trigun é um dos casos nos quais houve diferenças significativas entre a obra original e sua adaptação para anime. Novos conteúdos foram adicionados no anime, enquanto outros conteúdos do mangá foram deixados de lado. Certos eventos foram consideravelmente alterados do mangá para o anime, sobretudo os eventos antes da "Grande Queda" e o desfecho da história (ressalta-se que o anime foi produzido dez anos antes da conclusão do mangá). 
Algumas das principais diferenças podem ser conferidas a seguir:
- A história do mangá começa no equivalente ao episódio 5 (soco forte) do anime, apesar de alguns personagens e eventos dos quatro primeiros episódios terem sido abordados no mangá de outra forma;
- No mangá, Knives é quem faz Vash disparar o "Braço de Anjo" e fazer um buraco na quinta lua, enquanto no anime Vash é induzido a distância por Legato na luta contra Rai-Dei;
- A personagem Tesla, peça-chave da razão de Knives para odiar os humanos, foi excluida do anime, enquanto que no mangá não existe tripulação na nave de comando além de Rem, Vash e Knives.
- No anime, não houve luta direta entre Vash e Legato;
- No mangá, a luta final entre Vash e Knives tomou grandes proporções, com Knives ganhando um enorme poder absorvendo outras Usinas existentes, já no anime a luta se limitou a um duelo clássico entre eles no deserto.
- Foi acrescentado um romance entre Wolfwood e Milly que não aparece no mangá, e também uma sobrevivente da cidade de Julho que quer vingar-se de Vash;
- A localização da cidade onde Vash morou por um tempo foi modificada. Enquanto no mangá ela ficava em meio a um "mar" de areia movediça, no anime ela é mostrada como uma cidade flutuante;
- O "Braço de Anjo" — a manifestação que dá a Vash e Knives o poder de devastar cidades — aparece como uma habilidade nata no mangá. Já no anime, ele depende das armas forjadas por Knives para funcionar;
- Grande parte da violência gráfica contida no mangá foi amenizada no anime, apesar deste ainda manter vários temas adultos, fazendo sua classificação ser para maiores de 16 anos no Brasil.

## Filme
- Trigun: Badlands Rumble